# せんみつ・湯原ドット30
『せんみつ・湯原ドット30』（せんみつゆはらドットさんじゅう）は、1974年10月6日から1975年3月30日までTBS系列局で放送されていたTBS製作の音楽バラエティ番組である。その後も1975年4月3日から1976年9月30日まで『新・せんみつ湯原ドット30』（しん - ）と題して放送されていた。

## 概要
当時日本テレビの『金曜10時!うわさのチャンネル!!』で人気を博していたせんだみつおと湯原昌幸を起用した番組。番組は毎回さまざまな曲を30曲メドレー形式で歌手が歌い、その合間にミニコントを流していた（例：麻丘めぐみが「わたしの彼は左きき」を歌い、「私の彼も左ききです」と麻丘が言うと、丹下左膳に扮したせんだが出るというオチ）。
テーマソングには、『鉄腕アトム』の主題歌（作曲：高井達雄）や『赤胴鈴之助』の主題歌(作曲：金子三雄)などの替え歌をメドレー調で使用していた。

## 放送時間
いずれも日本標準時。
- 日曜 18:00 - 18:30 （『せんみつ・湯原ドット30』時代）
- 木曜 19:00 - 19:30 （『新・せんみつ湯原ドット30』時代）

当初は日曜18:00枠で放送されていたが、1975年3月のネットチェンジ（腸捻転の解消）に伴い、同年4月からTBSを含む大半の系列局でこの時間帯に毎日放送制作の1時間番組『ヤングおー!おー!』（日曜 17:30 - 18:25）が放送されることになり、番組は木曜19:00枠へ移動・改題した。TBS系列のネットチェンジ前の日曜18:00枠やネットチェンジ後の木曜19:00枠はいずれもローカルセールス枠だったため、地方では枠移動を機に別の時間帯での遅れネットに切り替えるか放送そのものを取りやめる局や、逆に移動時に遅れネットから同時ネットに移行したり、新規にネットを開始した局も出た。
- 例：関西地区では、腸捻転の解消前には朝日放送が日曜18:00枠での同時ネットを行っていたが、解消後にネット局になった毎日放送は、木曜19:00枠を自社制作番組『こんばんは仁鶴です』の放送に使い、本番組を土曜18:00枠で遅れネットしていた。逆に中国放送は日曜日時代には同時ネットしていなかったが（遅れネットしていたかは不明。1975年3月時点での日曜18:00枠で『プロポーズ大作戦』（朝日放送）を遅れネット。同番組は腸捻転の解消で広島ホームテレビに移行）、木曜への移動後に同時ネットを開始した。

## 出演者

### メイン出演者
- せんだみつお
- 湯原昌幸

### その他の主な出演者
- ずうとるび
- リンリン・ランラン
- しのづかまゆみ（後の篠塚満由美）
- 林寛子
- あゆ朱美（後の戸田恵子）
- ほか

## スタッフ
- プロデューサー：居作昌果
- 演出：弟子丸千一郎、森本仁郎、斉藤正人、高柳等
- 作・構成：奥山侊伸、田村隆、前川宏司、高田文夫、かとうまなぶ、沢口義明、原すすむ、堀英伸
- 振付：一の宮はじめ
- 音楽：宮川泰、たかしまあきひこ

## 提供
日曜18:00枠時代にはロート製薬とセーラー万年筆と不二家の三社提供で放送されていたが、木曜19:00枠への移動後にはサントリーの一社提供で放送されていた（ローカルセールス枠での放送だったため、前記各社の提供が行われていたのは関東地区＝TBSのみ）。そのため、木曜19:00枠時代にはドサクサ紛れにサントリーのCMソングを歌ったり、あゆが当時「サントリーフルーツソーダ」のCMに使われていた、「S」の筆記体をアレンジしたマークを模したストロー「クルクルストロー」を咥えるシーンが映されたりしていた。

## 参考資料
- 朝日新聞縮刷版 放送したと言われる分のみ全て参照
- 「完璧版 テレビバラエティ大笑辞典」（白夜書房）176頁 2003年

| TBS 日曜18:00枠                                       | TBS 日曜18:00枠                                           | TBS 日曜18:00枠                                                            |
| 前番組                                                | 番組名                                                    | 次番組                                                                     |
| ----------------------------------------------------- | --------------------------------------------------------- | -------------------------------------------------------------------------- |
| おくさまは18歳 再放送                                 | せんみつ・湯原ドット30 （1974年10月6日 - 1975年3月30日）  | ヤングおー!おー! 【毎日放送制作】 （1975年4月 - 1982年3月） ※17:30 - 18:25 |
| TBS 木曜19:00枠                                       |                                                           |                                                                            |
| はばたけ!真理ちゃん （1974年10月3日 - 1975年3月27日） | 新・せんみつ湯原ドット30 （1975年4月3日 - 1976年9月30日） | まんが世界昔ばなし （1976年10月7日 - 1978年3月30日）                       |